# Accident de trànsit

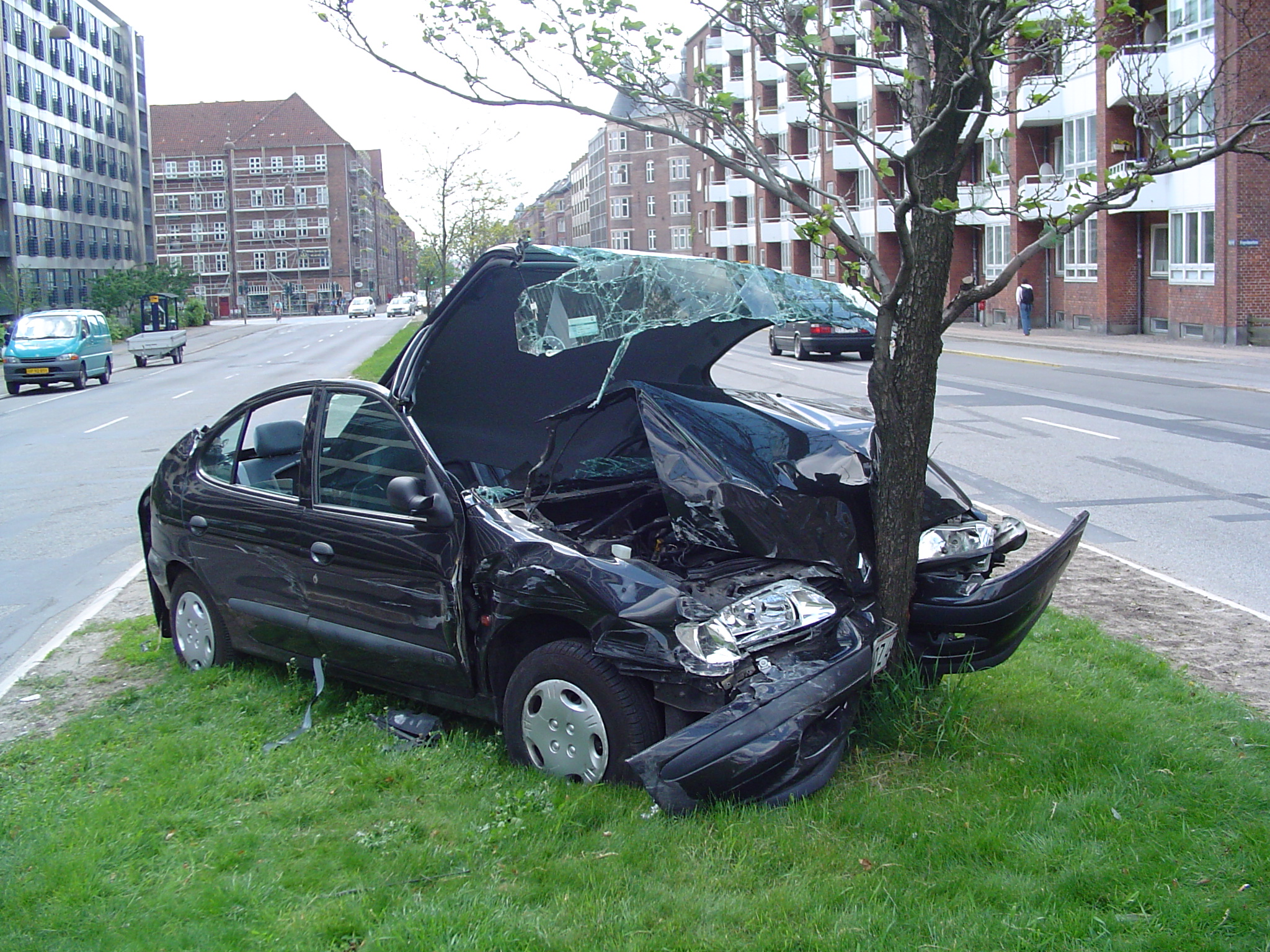
Accident en un carrer de Copenhaguen.

Un accident de trànsit o de circulació, també anomenat col·lisió de vehicles de motor o accident de cotxe, es produeix quan un vehicle xoca amb un altre vehicle, vianants, animals, restes de la carretera o qualsevol altra obstrucció estacionària, com ara un arbre, un pal o un edifici. Les col·lisions de trànsit solen provocar lesions, discapacitat, mort i danys a la propietat, així com costos econòmics per a la societat i les persones implicades. El transport per carretera és la situació més perillosa que viuen les persones diàriament, però les xifres de víctimes d'aquest tipus d'incidents atrauen menys l'atenció dels mitjans que altres tipus de tragèdia menys freqüents.
Una sèrie de factors contribueixen al risc de col·lisions, inclosos el disseny del vehicle, la velocitat d'operació, el disseny de la carretera, el clima, l'entorn de la carretera, les habilitats de conducció, el deteriorament de l'alcohol o les drogues i el comportament, especialment la conducció agressiva, la conducció distreta, l'excés de velocitat i les curses il·legals.
El 2013, 54 milions de persones a tot el món van patir ferits per col·lisions de trànsit. Això va provocar 1,4 milions de morts el 2013, enfront dels 1,1 milions de morts el 1990. Prop de 68.000 van ocórrer en nens menors de cinc anys. Gairebé tots els països amb ingressos alts tenen taxes de mortalitat decreixents, mentre que la majoria dels països amb ingressos baixos tenen taxes de mortalitat creixents a causa de les col·lisions de trànsit. Els països amb ingressos mitjans tenen la taxa més alta, amb 20 morts per cada 100.000 habitants, el 80% de les víctimes mortals per carretera i el 52% de tots els vehicles. Tot i que la taxa de mortalitat a l'Àfrica és la més alta (24,1 per cada 100.000 habitants), la taxa més baixa es troba a Europa (10,3 per cada 100.000 habitants).

## Causes
Un estudi de K. Rumar de 1985, que utilitzava informes de xoc britànics i nord-americans com a dades, va suggerir que el 57% dels xocs es devien únicament a factors del conductor, el 27% a factors combinats de carretera i conductor, el 6% a vehicles i conductors combinats, un 3% únicament. a factors de carretera, un 3% a factors combinats de carretera, conductor i vehicle, un 2% únicament a factors de vehicles i un 1% a factors combinats de carretera i vehicle. És més important reduir la gravetat de lesions en xocs que reduir la incidència i classificar la incidència per àmplies categories de causes és enganyós pel que fa a la reducció de lesions greus. Les modificacions de vehicles i carreteres solen ser més efectives que els esforços de canvi de comportament, a excepció de certes lleis, com l'ús obligatori dels cinturons de seguretat, cascos de motociclisme i llicències graduades per a adolescents.
Les causes dels accidents solen ocórrer principalment pels següents factors:
- Factor humà: Els factors himans són la causa de la majoria d'accidents de trànsit. Poden convertir-se en agreujants a la culpabilitat del conductor que causi l'accident, segons la legislació de trànsit vigent en cada país.
  - Conduir sota els efectes de l'alcohol, medecines i narcòtics.[7]
  - Realitzar maniobres imprudents i d'omissió per part del conductor.
  - Efectuar avançaments en llocs prohibits (xoc frontal molt greu).
  - Desobeir les senyals de trànsit, per exemple passar un semàforen vermell o no aturar-se davant d'un estop.
  - Circular pel carril contrari (en una corba o en un canvi de rasant).
  - Conduir excedint la velocitat (produir bolcs, la sortida de l'automòbil de la carretera, derrapades).
  - Utilitzar inadequadament les llums del vehicle, especialment de nit.
  - Condicions no aptes de salut física i mental/emocional del conductor o del vianant (ceguesa, daltonisme, sordesa, etc.).
  - Vianants que creuin per llocs de risc amb la intenció d'autolesionar-se per lloc de risc, que llencin objectes relliscosos al carril de circulació (olis, pedres).
  - Inexperiència del conductor al volant.
  - Fatiga del conductor com a producte de l'apnea o la falta de son.[8]
  - Conduir distret per l'ús del mòbil,[9] etc...

- Factor mecànic:
  - Vehicle en condicions no adequades per a la seva operació (sistemes avariats com ara els frens, la direcció, els pneumàtics o la suspensió).
  - Manteniment inadequat del vehicle.
  - Falles sobtades (esclat de pneumàtics, despreniment de peces, trencament de corretges del motor, etc.)

- Factor climatològic i altres:
  - Boira, humitat, glaç, glaç negre, despreniments, zones inestables, enfonsaments de la terra.
  - Semàfor que funcionen incorrectament.
  - Condicions de la via (escletxes, forats, obstacles senes senyalització)

## Prevenció
Un gran camp de coneixement s'ha aplicat per prevenir els accidents de trànsit, i reduir la severitat dels que puguin ocórrer.

### Nacions Unides
Atesa l'escala global i massiva de l'assumpte, amb predicció que per 2020 les morts i els ferits en accidents de trànsit superarien els causats per la SIDA com a causa de mort i de discapacitat, les Nacions Unides i les seves organitzacions subsidiàries van aprovar resolucions i van organitzar xerrades sobre aquest tema. La resolució i debat de la primera Assemblea General de les Nacions Unides va ser l'any 2003 L'any 2005, es va declarar el Dia Mundial en Record de les Víctimes d'Accidents de Trànsit. Al 2009, es va celebrar a Moscou la primera conferència ministerial d'alt nivell sobre seguretat viària.
L'Organització Mundial de la Salut, una agència especialitzada de l'Organització de les Nacions Unides, en el seu Informe de l'Estatus Global sobre Seguretat Viària de 2009, va estimar que al voltant del 90% de les fatalitats en les carreteres en tot el món es donaven en països de salaris baixos i mitjans, països que tenen només el 48% dels vehicles registrats del món, i predeia que els ferits en accidents de trànsit augmentarien fins a convertir-se en la cinquena causa de mort l'any 2030.
L'objectiu 3.6 dels Objectius de Desenvolupament Sostenible 3 de les Nacions Unides té cla intenció de reduir els ferits i morts en accidents de trànsit. Es va celebrar una conferència ministerial global el febrer de 2020, que va donar lloc a la Declaració d'Estocolm, que marcava com a objectiu reduir globalment el nombre de morts i ferits en accidents de trànsit en un 50% en deu anys. Es va declarar la dècada de 2021-2030 la segona dècada de la seguretat viària.

### Migració de col·lisions
El terme migració de col·lisions fa referència a la situació en què l'acció de reduir el nombre de col·lisions de les carreteres en un lloc pot resultar en què les col·lisions ressorgeixen en altres llocs. Per exemple, hi pot haver un punt negre pel que fa a accidents en una corba molt tancada. Una possible solució pot ser incrementar la senyalització, posar una recomanació de límit de velocitat, aplicar molt fregament en la superfície de la carretera, afegir-hi tanques per xocs o altres intervencions. El resultat immediat pot ser la reducció de les col·lisions en aquest punt, però la relaxació en el subconscient d'abandonar al zona "perillosa" pot fer que els conductors actuïn amb menys compte a la resta de la carretera, i això pot resultar en un augment de les col·lisions en altres punts, i globalment no s'obserbi cap millora en tota l'àrea.

## Epidemiologia

Taxa de mort per accidents de trànsit, l'any 2017.

L'any 2004 més de 50 milions de persones van ser ferides en accidents de trànsit. L'any 2013, entre 1.25 i 1.4 milions de persones van morir en accidents de trànsit, més que els 1.1 milions de morts que hi va haver el 1990. Aquest nombre representa el 2.5% de totes les morts. Aproximadament, unes 50 milions més de persones van ser ferides en accidents de trànsit, un nombre que no va canviar respecte 2004.
L'Índia va registrar 105,000 morts en accidents de trànsit en un any, seguida per la Xina amb unes 96,000 morts. Aquesta dada fa que els accidents de trànsit sigui la principal causa de mort entre els nens de 10 a 19 anys (260,000 nens moren cada any, 10 milions de ferits) i la sisena causa de mort previsible als Estats Units (45,800 persones van morir i hi va haver 2.4 milions de ferits l'any 2005). Només a l'estat de Texas, hi va haver un total de 415,892 accidents de trànsit, inclosos 3,005 accidents fatals, l'any 2012. Al Canadà, són la causa del 48% de les lesions severes.

### Taxes de xocs
El rendiment de seguretat de les carreteres gairebé sempre s'informa com a taxa. És a dir, alguna mesura del dany (morts, ferits o nombre d'accidents) dividida per alguna mesura d'exposició al risc d'aquest dany. S'utilitzen les tarifes perquè es pugui comparar el rendiment de seguretat de diferents ubicacions i donar prioritat a les millores de seguretat.
Les taxes comunes relacionades amb les víctimes mortals per trànsit rodat inclouen el nombre de morts per capita, per vehicle matriculat, per conductor autoritzat o per quilòmetre o quilòmetre recorregut. Els recomptes simples gairebé mai s'utilitzen. El recompte anual de víctimes mortals és una taxa, és a dir, el nombre de víctimes mortals per any.
No hi ha cap taxa superior a d'altres en cap sentit general. La tarifa a seleccionar depèn de la pregunta que es faci, i sovint també de quines dades hi ha disponibles. L'important és especificar exactament quina taxa es mesura i com es relaciona amb el problema que s'està tractant. Algunes agències es concentren en xocs per la distància total de vehicles recorreguda. Altres combinen tarifes. L'estat nord-americà de Iowa, per exemple, selecciona ubicacions de col·lisió elevades en funció d'una combinació de xocs per milió de quilòmetres recorreguts, xocs per milla a l'any i pèrdua de valor (gravetat del xoc).

### Fatalitat
La definició de la fatalitat dels accidents de trànsit varia segons el país. Als Estats Units, la definició que s'utilitza és la del Fatality Analysis Reporting System (FARS) presidit pel National Highway Traffic Safety Administration (NHTSA), segons la qual es considera víctima la persona que mor els 30 dies després d'un accident en una carretera pública dels Estats Units en què s'hagi involucrat un vehicle a motor, la mort de la qual sigui resultat de l'accident. Als Estats Units, per tant, si el conductor té un atac de cor no fatal que causa un accident de tràfic mortal, es considera una fatalitat de tràfic. Tanmateix, si l'atac de cor causa la mort abans de l'accident, llavors no se'n considera.
La definició d'una fatalitat deguda al trànsit pot canviar al llarg del temps en un mateix país. Per exemple, a França, la fatalitat es definia com la persona que moria els 6 dies després de la col·lisió (abans del 2005) però va ser canviat a 30 dies.

## En diversos països

### Regne Unit
Al Regne Unit, des del 31 de juliol de 2013, està en vigor el Protocol de passos preliminars per a reclamacions per lesions lleus com a resultat d'accidents de trànsit, també conegut com el protocol RTA.
A febrer de 2022, el "límit superior" és de 25.000 lliures esterlines per a un accident ocorregut el 31 de juliol de 2013 o després d'aquesta data; el límit en la versió anterior del protocol era de 10.000 lliures esterlines per a un accident ocorregut el 30 d'abril de 2010 o després d'aquesta data, però abans del 31 de juliol de 2013.

### Estats Units
Els accidents de trànsit són la principal causa de mortalitat en el lloc de treball als Estats Units, representant el 35 per cent de totes les morts en el lloc de treball. Als Estats Units, les persones involucrades en col·lisions de vehicles poden ser considerades responsables financeres per les conseqüències de la col·lisió, incloent-hi els danys materials i les lesions dels passatgers i els conductors. Si en un accident es danya el vehicle d'un altre conductor, alguns estats permeten al propietari del vehicle recuperar del conductor culpable tant el cost de la reparació com el valor disminuït del vehicle.
La determinació de la culpa en un accident automobilístic implica la consideració de diversos factors. El procés generalment inclou l'avaluació de proves, la revisió de les normes de trànsit i la consideració de les declaracions dels testimonis.
Les normes de responsabilitat varien d'un estat a un altre, amb algunes lleis que adopten un sistema de culpabilitat i altres un sistema d'assegurança sense culpa. La majoria utilitza un sistema basat en la culpabilitat, en el qual les víctimes sol·liciten compensació financera a les companyies d'assegurances de les parts culpables.